# Carmo do Rio Claro
Carmo do Rio Claro est une municipalité brésilienne de l'État du Minas Gerais et la Microrégion d'Alfenas.

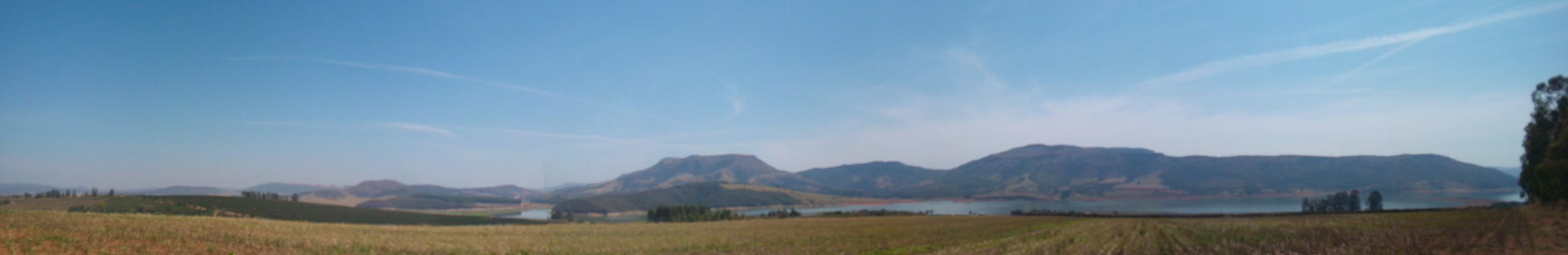
Panorama d'une ferme typique à Carmo do Rio Claro, avec le lac du barrage de Furnas en arrière-plan